# Questa
Questa – wieś w Stanach Zjednoczonych, w stanie Nowy Meksyk, w hrabstwie Taos.